# Ilse Bing
Ilse Bing (Fráncfort, 23 de marzo de 1899 - Nueva York, 10 de marzo de 1998) fue una fotógrafa alemana. Su familia era una exitosa y acomodada saga de comerciantes judíos.

## Biografía
Estudió Historia del Arte en la Universidad de Fráncfort, aunque había iniciado sus estudios universitarios en los campos de matemáticas y física. Como importante complemento a su formación, durante el curso 1923/-24 estudió en la Academia de Bellas Artes de Viena. Su aprendizaje de la fotografía lo realizó de modo autodidacta en 1925 con el fin de ilustrar su tesis sobre el arquitecto Friedrich Gilly, cuatro años después se compró una cámara Leica que empleó durante veinte años como su máquina principal.
En 1930 se trasladó a París donde conoció a André Kertész, Emmanuel Sougez y Florence Henri y realizó reportajes para diversas revistas como Das Illustrierte Blatt, Ars et Métiers Graphiques, Photo-Graphie, Vu y Harper's Bazaar. Sougez le dio el nombre de "Reina de la Leica". Realizó su primera exposición en la galería Julien Levy de Nueva York en 1932 formando parte de una muestra de fotografía europea y en 1937 participó en la exposición organizada en el Museo de Arte Moderno de Nueva York por Beaumont Newhall con el título de Photography (1839-1937).
En 1937 se casó con el pianista Konrad Wolff con quien emigró en 1941 a Estados Unidos, ya que eran judíos y la Alemania Nazi dominaba Europa. Se establecieron en Nueva York. En 1946 Ilse adoptó la nacionalidad estadounidense. Aunque viajó en diversas ocasiones a París en los años cincuenta su actividad fotográfica perdió contenido experimental y se hizo más convencional. No obstante continúo realizando fotografías en blanco y negro hasta 1957 que comenzó a realizar fotografías en color que ella misma revelaba.
En 1959 abandonó la fotografía para dedicarse a la poesía, la pintura y el collage. Su trabajo fue valorado de nuevo tras una exposición colectiva realizada en 1976 en el Museo de Arte Moderno de Nueva York y en Instituto de Arte de Chicago. Desde entonces su trabajo ha estado expuesto en museos de todo el mundo como en Nueva Orleans en 1985, en el Museo Carnavalet en 1987, en el Museo Folkwang en 1994, en el Museo Ludwig en 1996, en el Museo de Victoria y Alberto en 2004, en París en 2007 y en Barcelona en 2009.

## Reconocimientos
Desde septiembre de 2022 y hasta el 8 de enero de 2023 se realizó una exposición sobre la obra de Bing en la Fundación Mapfre en la sede de Madrid.
Posteriormente, des del 16 febrero hasta el 14 de mayo de 2023, se trasladó esta misma a la sede de Barcelona de la Fundación Mapfre con una pequeña ampliación de las obras expuestas.